# HMS Raleigh (établissement terrestre)
Le HMS Raleigh est un établissement terrestre servant de centre de formation de la Royal Navy, situé à Torpoint, Cornouailles en Angleterre. Il s'étend sur plusieurs km² et dispose de simulateurs de contrôle des avaries et d'installations de formation à la lutte contre l'incendie, ainsi que d'un navire-école amarré en permanence, l'ancien HMS Brecon (M29) (en). Sa fonction principale est de dispenser à la fois la formation des nouveaux entrants et la formation de base.

## Historique
Le HMS Raleigh a été mis en service le 9 janvier 1940 en tant qu'établissement de formation pour les marins ordinaires conformément à la loi sur la formation militaire qui exigeait que tous les hommes âgés de 20 et 21 ans soient appelés pour six mois de formation militaire à plein temps, puis transférés dans la réserve.

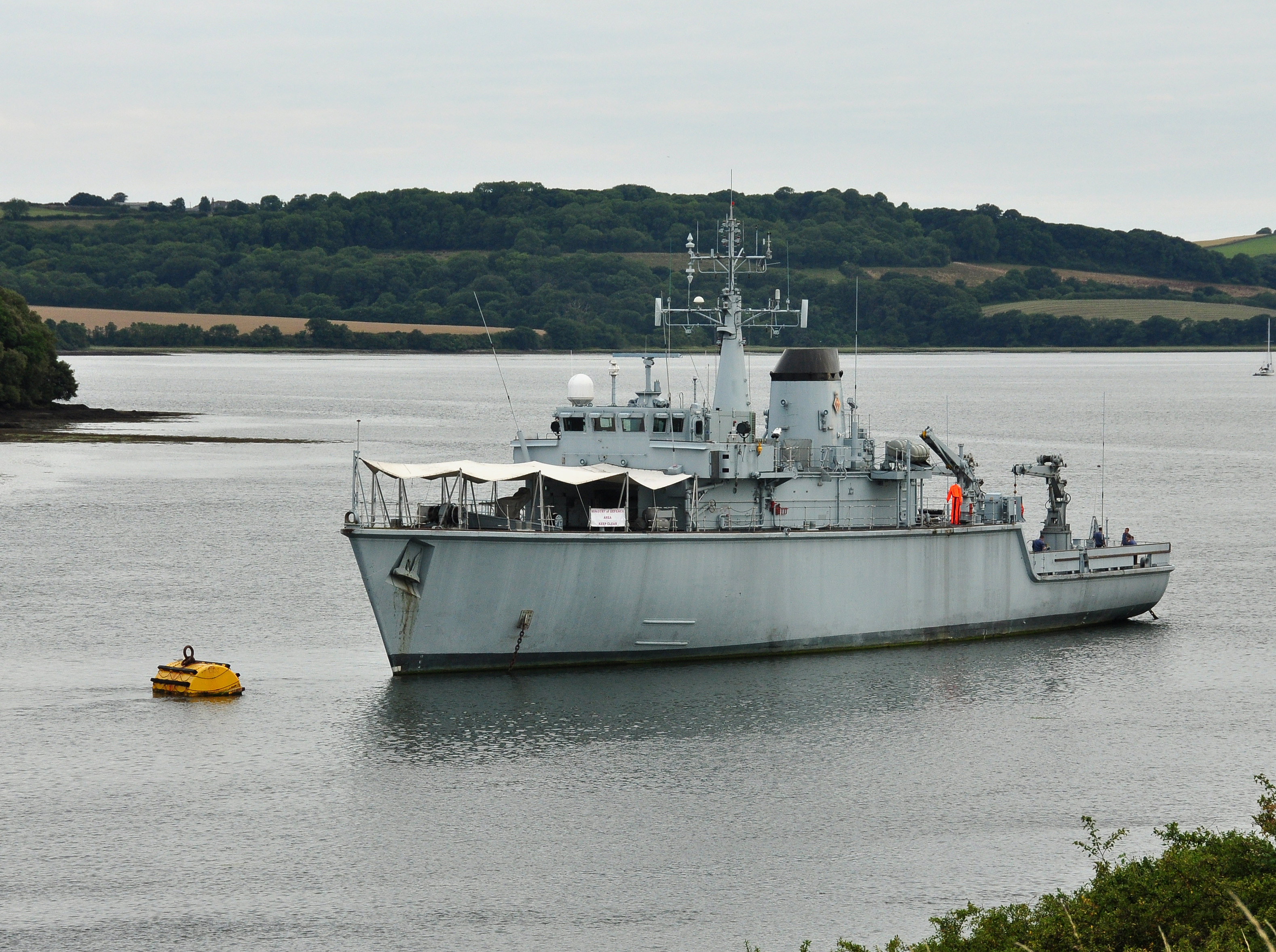
HMS Brecon

Pendant la Seconde Guerre mondiale, en 1944, la marine américaine a repris la base pour l'utiliser comme centre d'embarquement avant l'invasion de la Normandie. La base a été remise à la Royal Navy en juillet 1944 pour continuer à former des marins. 
Au début de 1950, la base est devenue le nouvel établissement de formation d'entrée et d'ingénierie pour les mécaniciens chauffeurs. Le croiseur HMS Newfoundland (59) a été utilisé pour "la formation à bord, la chaufferie, les machines auxiliaires, les bateaux de navires, etc". La base a été modernisée dans les années 1970 et, au début des années 1980, Raleigh a suivi la formation de la partie I pour le Women's Royal Naval Service et les apprentis artificiers, ainsi que l'ajout de la Royal Naval Supply School. Entre 1980 et 1981, il abritait la Rowallan Division (en) qui dispensait une formation avant l'entrée au BRNC Dartmouth. En 1990, la formation des recrues masculines et féminines a été fusionnée et, au cours des dix années suivantes, la base a absorbé l'école de cuisine (du quartier général de l'Army Catering Corps) et la Royal Navy Submarine School (en) du HMS Dolphin.
En 2007, la formation de phase I pour toutes les nouvelles recrues de la Royal Navy a été portée à neuf semaines, puis à dix (contre huit) de leur carrière à la base, qui propose également des cours de formation militaire, de matelotage, de logistique et d'opérations sous-marines. Il assure également la formation des équipages se préparant aux déploiements opérationnels. Le HMS Raleigh est également le siège de la Defence Maritime Logistics School (DMLS) qui dispense une formation aux officiers de la logistique, aux chefs, aux stewards, aux commis et aux qualifications de la chaîne d'approvisionnement de la Royal Navy, à la Seaman Specialist School, à la Submarine School et au Royal Marines Band Service (en) de Plymouth.